# گور دالانی

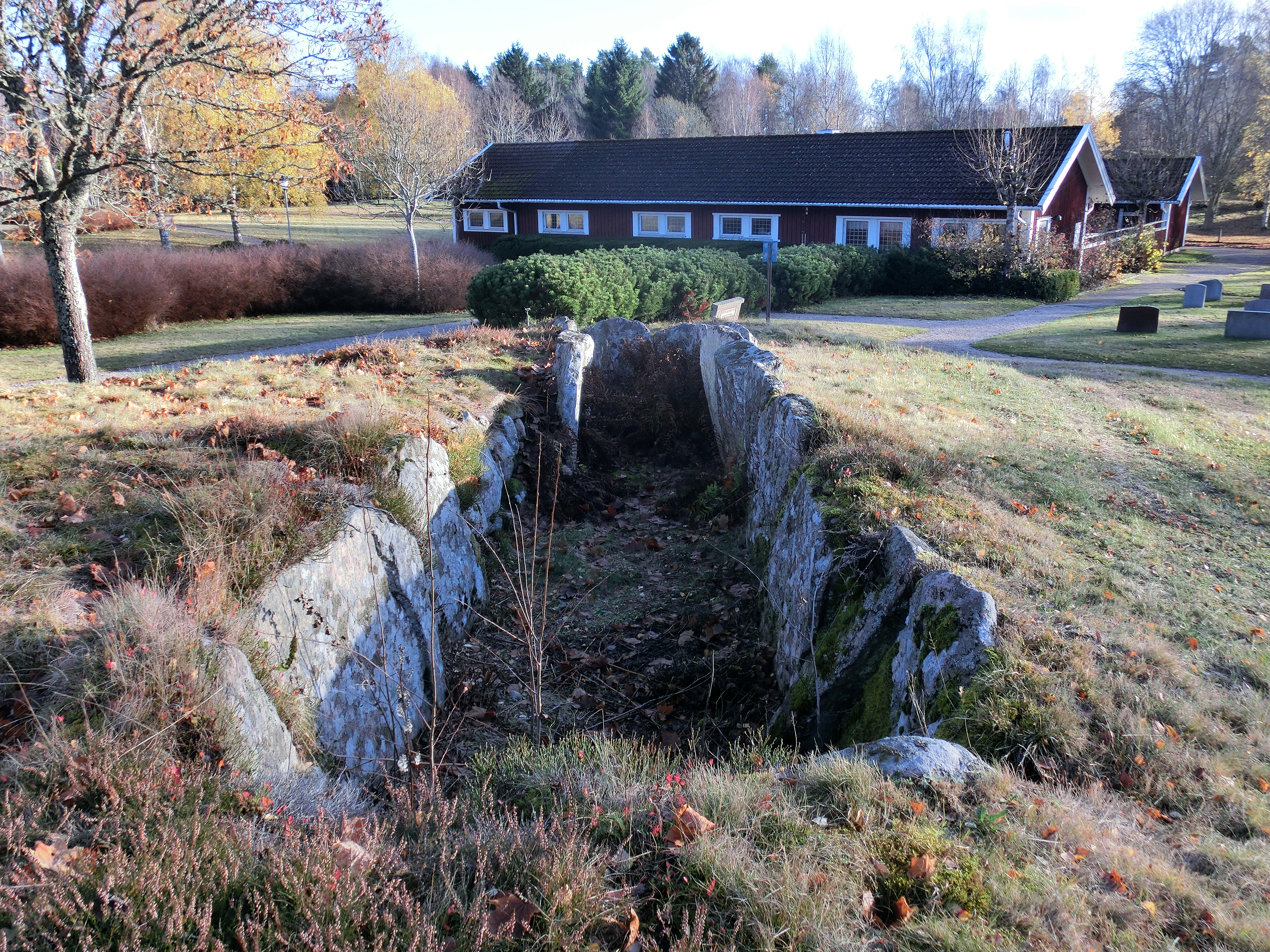
بازمانده یک گور دالانی در هریونای سوئد

گور دالانی یا گور گالری (انگلیسی: Gallery grave) نوعی آرامگاه خرسنگی است که در اروپای دوران نوسنگی رواج داشته و در آن ورود به دالان بدون گذر از یک فضای ورودی یا سرسرا انجام می‌شده است. چهار گونه اصلی از گور دالانی یافت شده (پیچیده، خرد خرد، صلیبی، و غازه شکل) و روی آنها ممکن است با گورپشته یا سنگ‌چین پوشیده شده باشد.